# Alexander Grossheim
Alexander Grossheim (ryska: Александр Альфонсович Гроссгейм, transkribering: Aleksandr Alfonsovitj Grossgejm), född 23 februari g.s. (6 mars) 1888 i Lichovka i Verchnednepovsk ujezd i guvernementet Jekaterinoslav i Kejsardömet Ryssland (nu Lychivka i Ukraina), död 4 december 1948 i Leningrad i Ryska SFSR i Sovjetunionen (nu Sankt Petersburg i Ryssland), var en rysk-sovjetisk botaniker.
Auktorsnamnet Grossh. kan användas för Alexander Grossheim i samband med ett vetenskapligt namn inom botaniken; se Wikipediaartiklar som länkar till auktorsnamnet.